# Geografski institut Antona Melika
Geografski institut Antona Melika je najviša geografska institucija u Sloveniji koju je 1946. godine osnovala Slovenska akademija znanosti i umjetnosti. Godine 1976. institut je nazvan prema prvom predstojniku instituta akademiku Antonu Meliku (1890. – 1966.), najvećem slovenskom geografu. Od 1981. godine institut je dio Znanstveno-istraživačkog centra Slovenske akademije znanosti i umjetnosti. Do 1992. institut se uglavnom bavio istraživanjem ledenjaka, glacijalne i fluvijalne transformacije reljefa, poplavnih područja, prirodnih katastrofa i planinskih farmi u Sloveniji, a od 1993. glavna zadaća instituta je istraživanje Slovenije i njenih pokrajina, te priređivanje temeljnih geografskih djela o Sloveniji. Istraživanja su većinom usmjerena na područje fizičke, socijalne i regionalne geografije, te tematske kartografije.
Institut ima devet organizacijskih jedinica:
- Odjel za fizičku geografiju
- Odjel za socijalnu geografiju
- Odjel za regionalnu geografiju
- Odjel za prirodne katastrofe
- Odjel za zaštitu okoliša
- Odjel za geografski informacijski sustav
- Odjel za tematsku kartografiju
- Geografski muzej
- Geografska knjižnica

Institut također udomljuje zbirku karata i tri specijalizirane geografske zbirke: Pokrajine u Sloveniji, Ledenjaci u Sloveniji i Naselja u Sloveniji. Institut je također glavno sjedište Komisije za standardizaciju geografskih imena Vlade Republike Slovenije (Komisija za standardizacijo zemljepisnih imen Vlade Republike Slovenije).
Institut objavljuje pet znanstvenih publikacija. Zbirka knjiga Geografija Slovenije i Georitem izlaze jednom godišnje na slovenskom jeziku, zbrika knjiga Geografski informacijski sistemi svaku parnu godinu, a zbirka Regionalni razvoj svaku neparnu godinu. Časopis Acta geographica Slovenica/Geografski zbornik objavljuje se dvaput godišnje na slovenskom i engleskom jeziku, ali i na internetu.

## Više informacija
- Konferencija Ujedinjenih naroda za standardizaciju geografskih imena

## Vanjske poveznice
- Webstranice Instituta